# Le Ham (Mancha)
Le Ham é uma comuna francesa na região administrativa da Normandia, no departamento Mancha. Estende-se por uma área de 3,87 km². Em 2010 a comuna tinha 314 habitantes (densidade: 81,1 hab./km²).